# حروف برجسته (تابلو سازی)
حروف برجسته به روشی از ساخت تابلوهای تبلیغاتی گفته میشود که نوشته ها به صورت حجمی و برجسته ساخته میشوند. رایج ترین روش برجسته سازی حروف استفاده از لبه آلومینیومی و سطح اکرلیک است.  جنس آن اغلب از فلز یا پلاستیک است که سردر اماکن تجاری و غیره نصب می‌گرد.

## تابلو سازی
تابلوسازی یکی از مهم‌ترین و اصلی‌ترین نیازهای هر کسب و کاری محسوب می‌شود، چرا که یک گروه تابلوسازی می‌تواند همراه با تیم گرافیست، مهندسان و مجریان خود، باعث شناساندن یک فعال اقتصادی با استفاده از تابلو تبلیغاتی خود به مشتریان خویش گردد.
در واقع در وهلهٔ اول شروع یک کسب و کار، داشتن یک تابلو ی جذاب و تأثیر گذار با استفاده از جدیدترین روش‌ها روز دنیا تأثیر به سزایی در تبلیغات و معرفی هر صنف و کاری دارد به همین دلیل آشنایی با گروهی که بتواند خدمات طراحی تابلو، تابلو سازی، ساخت و اجرای انواع تابلوهای تبلیغاتی مختلف را به بهترین نحو ممکن انجام دهد حائز اهمیت است.
تابلوهایی که در سردر مغازه‌ها و کسب و کار‌های مختلف قرار گرفته‌اند انواع متفاوتی دارند که می‌توان به انواع تابلوهای چنلیوم، تابلوهای استیل، تابلوهای پلاستیکی، تابلوهای تبلیغاتی و… اشاره نمود. تابلوسازی شامل بخش‌های متفاوتی می‌باشد که هر یک از این بخش‌ها در زمینه خاصی مورد استفاده گرفته می‌شوند و کاربردهای متنوعی دارند؛ از جمله از این کاربردها می‌توان به معرفی کسب و کارها و برند سازی در محیط‌های شهری علاوه بر محیط‌های اداری و تجاری اشاره نمود.
از جمله از انواع مختلف تابلو سازی که امروزه از آنها استفاده می‌شود می‌توان به تابلو چنلیوم، تابلو استیل، تابلو پلاستیکی، تابلو تبلیغاتی و… اشاره نمود.